# Pistolet Mauser M1910
Pistolet Mauser M1910 – niemiecki, kieszonkowy pistolet samopowtarzalny produkowany w okresie międzywojennym.

## Historia
Na początku XX wieku w większości krajów Europy nie istniały przepisy regulujące dostęp obywateli do broni palnej. Podstawową barierą ograniczającą popyt na bron krótką była cena produkowanych w znacznym stopniu ręcznie rewolwerów. Sytuacja zmieniła się po rozpoczęciu masowej produkcji pistoletów samopowtarzalnych. Były one tańsze od rewolwerów i w rezultacie sprzedawane w dużej liczbie. Rozpowszechnienie kieszonkowych pistoletów samopowtarzalnych sprawiło, że kolejne kraje europejskie zaczęły regulować dostęp obywateli do broni palnej.
W Niemczech odpowiednie przepisy zostały wprowadzone w 1908 roku. Wymagały one pozwolenia na posiadanie broni o kalibrze powyżej 7 mm. W rezultacie wzrósł udział w rynku pistoletów zasilanych nabojem 6,35 mm Browning, na które niepotrzebne było zezwolenie władz. Nowe przepisy postawiły w trudnej sytuacji firmę Mauser, która nie produkowała innych pistoletów poza Mauserem C/96 kalibru 7,63 mm Mauser.
W tym czasie Mauser nie dysponował żadnym projektem pistoletu samopowtarzalnego o kalibrze poniżej 7 mm. W celu przyspieszenia prac postanowiono zmniejszyć eksperymentalny pistolet Mauser M1909 kalibru 9 mm Mauser Versuch III (nabój identyczny wymiarowo z 9 mm Parabellum, ale o zmniejszonym ładunku miotającym). W rezultacie nowy pistolet miał znacznie solidniejszą budowę i większe wymiary niż inne oferowane w tym czasie pistolety kalibru 6,35 mm. Większe wymiary, a zwłaszcza dłuższy chwyt, ułatwiały strzelanie i pozwoliły na wyposażenie pistoletu w dziewięcionabojowy magazynek, największy wśród pistoletów kalibru 6,35 mm dostępnych ówcześnie na niemieckim rynku. Konstrukcja pistoletu była chroniona 12 patentami.
Pomiędzy 1910 a 1913 rokiem wyprodukowano 61 000 pistoletów Mauser M1910. W 1911 roku sprzedano ich 11 012, w 1912 – 30 291, a 1913 – 18 856 sztuk. Pistolety te miały boczny zatrzask pokrywki mechanizmu spustowego są określane w literaturze jako Mauser M1910 model I (w literaturze angielskojęzycznej jako M1910 Side Latch).
W 1914 roku rozpoczęto produkcję pistoletu Mauser M1910/14 (Mauser M1910 model II). Pistolety tej wersji mają numery seryjne z zakresu 61 000-152 000 (produkcja z lat 1914–1917) i 200 000–221 000 (1919–1921). Pistolety Mauser M1910/14 mają szereg drobnych zmian konstrukcyjnych. Zmiany były związane z wprowadzeniem do produkcji pistoletu Mauser M1914 kalibru 7,65 mm Browning i decyzją o ujednoliceniu obu wzorów. Rezultatem tego był brak wymienności części pomiędzy pistoletami M1910 wyprodukowanymi przed i po 1914 roku. Pistolety Mauser M1910/14 nie mają bocznego zatrzasku pokrywki mechanizmu spustowego, a przycisk służący do odbezpieczania broni ma w tej wersji średnice 6, a nie jak wcześniej 4 milimetry. Po wybuchu I wojny światowej duża liczba pistoletów Mauser M1910/14 trafiła do uzbrojenia armii niemieckiej. W oddziałach tyłowych zastępowały one pistolety P08 przekazywane oddziałom walczącym na froncie. Wyprodukowano około 112 tysięcy pistoletów Mauser M1910 model II.
W 1921 roku rozpoczęto produkcję pistoletów M1910 model III. Od modelu II różnią się one liczbą rowków służących do odciągania zamka (siedem zamiast dziewięciu) i mają numery od 221 800 do 345 000. Odmiana ta była szeroko eksportowana (największym odbiorca była Portugalia), w tym także do Polski. Pistolety tej wersji są najliczniej zachowanymi Mauserami M1910.
W 1928 roku rozpoczęto produkcję Mauserów M1910 model IV. Od modelu III pistolety te różnią się wyłącznie układem napisów na zamku (napisy w dwóch, a nie jednym rzędzie). Pistolety tej wersji mają numery 345000-403 300.
Ostatnią wersją Mausera M1910 był M1910/34 (Mauser M1910 model V). Miały one nowe, jednoczęściowe okładki wzorowane na okładkach Mausera M1914/34 i przejęta z Mausera M1914 iglice z integralną żerdzią. Na ostatnich kilku tysiącach pistoletów tej wersji numery seryjne są nabite w wyfrezowanych zagłębieniach (podobnie jak w Mauserze M1934). Numery seryjne Mauserów M1910/34 zawierają się w zakresie od ok. 403 300 do 429 000. Łącznie wyprodukowano około 381 000 Mauserów M1910 wszystkich odmian.

## Opis
Mauser M1910 był bronią samopowtarzalną. Automatyka broni działała na zasadzie Odrzutu zamka swobodnego. Lufa gwintowana (6 bruzd prawoskrętnych) jest utrzymywana w szkielecie przez dwa elementy pod lufą, przez które przechodzi żerdź sprężyny powrotnej. Skrzydełko na końcu żerdzi jest zaczepem służącym do rozkładania broni. Pistolet składa się zaledwie z 31 części, ale zostało to osiągnięte za cenę komplikacji ich kształtu (co skomplikowało i podrożyło produkcję). Między innymi wszystkie dźwignie obracają się na integralnych czopach, co pozwoliło uniknąć stosowania oddzielnych osi. Wszystkie części pistoletu są frezowane.
Mechanizm spustowy pozwalał na prowadzenie ognia pojedynczego. Umieszczony jest w wycięciu szkieletu i nakryty pokrywką. W pierwszej wersji pokrywka była mocowana dźwignią, na której osi osadzony był spust, w następnych modelach spust osadzono na czopie będącym występem szkieletu, pokrywka była wsuwana, a po złożeniu broni utrzymywana w miejscu przez zamek (wyjmowaną ją do góry). Spust dwuczęściowy. Nacisk na język spustowy powodował ruch spustu wewnętrznego działającego na dźwignię spustową. Pomiędzy występami spustu wewnętrznego i dźwigni spustowej umieszczona jest obrotowa dźwignia pełniąca rolę przerywacza i bezpiecznika od strzałów przedwczesnych.
Po wystrzeleniu ostatniego naboju zamek zatrzymywał się w tylnym położeniu na wewnętrznym zaczepie zamka. Zaczep ten pełnił równocześnie role wyrzutnika i bezpiecznika magazynkowego. Zgrupowanie tych ról w jednej części pozwoliło uprości konstrukcję, ale sprawiło, że element ten miał kształt ściętego trójkąta zawieszonego ścięciem do dołu na osi i był trudny do wykonania. W górnym lewym rogu tej części znajdowały się występy pełniące funkcje wyrzutnika i bezpiecznika magazynkowego, górnym prawym występ zaczepu zamkowego, a w dolnym lewym występ blokujący dźwignie spustową po wyjęciu magazynka. Po wyjęciu magazynka nacisk sprężyny zaczepu obracał ten element i podparcie zaczepu iglicy występem lewego, dolnego wierzchołka co powodowało zabezpieczenie broni. Włożenie magazynka, powodowało odbezpieczenie broni, a jeśli zamek znajdował się w tylnym położeniu także jego zwolnienie (zamka nie można było zwolnic w inny sposób).
Mechanizm uderzeniowy, iglicowy. Sprężyna uderzeniowa śrubowa, osadzona na żerdzi. Początkowo żerdź była osobnym elementem, ale przypadki gubienia żerdzi (przy energicznym, przeładowaniu wysuwała się przez otwór z tyłu zamka) sprawiły, że model M1910/34 ma iglice z integralną żerdzią sprężyny przejęta z Mausera M1934. Koniec żerdzi pełni role wskaźnika napięcia sprężyny uderzeniowej (przy napiętej wystaje z tyłu zamka).
Bezpiecznik nastawny ma formę dwuramiennej dźwigni której jeden koniec znajduje się w górnej, lewej stronie chwytu. Obrót dźwigni w dół powoduje podparcie dźwigni spustowej przez jej drugi koniec. W pozycji zabezpieczonej dźwignia jest utrzymywana przez zatrzask podpierany płaską sprężyną. Na zatrzasku znajduje się przycisk którego wciśnięcie powoduje powrót dźwigni w położenie wyjściowe pod wpływem agrafkowej sprężyny i odbezpieczenie broni. Działanie bezpiecznika nastawnego było mało pewne, były przypadku jego przypadkowego zwolnienia przy wkładaniu broni do kabury.